# Campionati del mondo di atletica leggera 1983 - Salto in lungo femminile
La gara del salto in lungo femminile dei Campionati del mondo di atletica leggera 1983 si è svolta il 13 e 14 agosto.

## Podio
| Pos.    | Atleta                  | Nazionalità  | Prestazione | Note |
| ------- | ----------------------- | ------------ | ----------- | ---- |
| Oro     | Heike Daute-Drechsler   | Germania Est | 7,27 m      |      |
| Argento | Anișoara Cușmir-Stanciu | Romania      | 7,15 m      |      |
| Bronzo  | Carol Lewis             | Stati Uniti  | 7,04 m      |      |

## Situazione pre-gara

### Record
Prima di questa competizione, il record del mondo (RM) e il record dei campionati (RC) erano i seguenti.
| Record                | Prestazione  | Atleta                          | Data                            | Competizione |
| --------------------- | ------------ | ------------------------------- | ------------------------------- | ------------ |
| Record mondiale       | 7,43 m       | Anișoara Cușmir-Stanciu Romania | 4 giugno 1983 Bucarest, Romania |              |
| Record dei campionati | Nuovo evento | Nuovo evento                    | Nuovo evento                    | Nuovo evento |

### Campioni in carica
I campioni in carica a livello mondiale e olimpico erano:
| Campione | Atleta                             | Prestazione  | Data                                   | Competizione         |
| -------- | ---------------------------------- | ------------ | -------------------------------------- | -------------------- |
| Olimpico | Tatiana Kolpakova Unione Sovietica | 7,06 m       | 31 luglio 1980 Mosca, Unione Sovietica | Giochi olimpici 1980 |
| Mondiale | Nuovo evento                       | Nuovo evento | Nuovo evento                           | Nuovo evento         |

### La stagione
Prima di questa gara, gli atleti con le migliori tre prestazioni dell'anno erano:
| Pos. | Atleta                             | Prestazione | Data                                     |
| ---- | ---------------------------------- | ----------- | ---------------------------------------- |
| 1    | Anișoara Cușmir-Stanciu Romania    | 7,43 m      | 4 giugno 1983 Bucarest, Romania          |
| 2    | Heike Daute-Drechsler Germania Est | 7,14 m      | 4 giugno 1983 Bratislava, Cecoslovacchia |
| 3    | Svetlana Zorina Unione Sovietica   | 7,04 m      | 20 giugno 1983 Mosca, Unione Sovietica   |

## Risultati

### Qualificazioni
Gli atleti che raggiungono i 6,40 m (Q) o le migliori 12 misure (q) avanzavano alla finale.
| Pos. | Gruppo | Atleta                       | Nazione                          | Salti | Salti | Salti | Misura | Note |
| Pos. | Gruppo | Atleta                       | Nazione                          | 1°    | 2°    | 3°    | Misura | Note |
| ---- | ------ | ---------------------------- | -------------------------------- | ----- | ----- | ----- | ------ | ---- |
| 1    | A      | Carol Lewis                  | Stati Uniti                      |       |       |       | 6,78 m | Q    |
| 2    | B      | Anișoara Cușmir-Stanciu      | Romania                          |       |       |       | 6,76 m | Q    |
| 3    | A      | Heike Daute-Drechsler        | Germania Est                     |       |       |       | 6,65 m | Q    |
| 4    | A      | Robyn Lorraway               | Australia                        |       |       |       | 6,65 m | Q    |
| 5    | A      | Tatyana Proskuryakova        | Unione Sovietica                 |       |       |       | 6,63 m | Q    |
| 6    | B      | Zsuzsa Vanyek                | Ungheria                         |       |       |       | 6,60 m | Q    |
| 7    | B      | Eva Murková                  | Cecoslovacchia                   |       |       |       | 6,57 m | Q    |
| 8    | B      | Helga Radtke                 | Germania Est                     |       |       |       | 6,53 m | Q    |
| 9    | B      | Jennifer Innis               | Guyana                           |       |       |       | 6,45 m | Q    |
| 10   | A      | Vali Ionescu-Constantin      | Romania                          |       |       |       | 6,44 m | Q    |
| 11   | B      | Beverly Kinch                | Regno Unito                      |       |       |       | 6,43 m | Q    |
| 12   | A      | Jarmila Nygrýnová-Strejčková | Cecoslovacchia                   |       |       |       | 6,40 m | Q    |
| 13   | B      | Gwen Loud                    | Stati Uniti                      |       |       |       | 6,37 m |      |
| 14   | A      | Shonel Ferguson              | Bahamas                          |       |       |       | 6,29 m |      |
| 15   | A      | Lena Wallin                  | Svezia                           |       |       |       | 6,19 m |      |
| 16   | A      | Esmeralda de Jesus Garcia    | Brasile                          |       |       |       | 6,15 m |      |
| 17   | B      | Madeline de Jesús            | Porto Rico                       |       |       |       | 6,12 m |      |
| 18   | B      | Halcyon McKnight             | Giamaica                         |       |       |       | 6,03 m |      |
| 19   | A      | Heidi Benserud               | Norvegia                         |       |       |       | 5,92 m |      |
| 20   | B      | Donghuo Huang                | Cina                             |       |       |       | 5,90 m |      |
| 21   | A      | Jacinta Bartholomew          | Grenada                          |       |       |       | 5,77 m |      |
| 22   | B      | Rose Phillips-King           | Isole Vergini Britanniche        |       |       |       | 5,40 m |      |
| 23   | A      | Marie-Ange Wirtz             | Seychelles                       |       |       |       | 5,20 m |      |
| 24   | A      | Kim Mom                      | Repubblica Popolare di Kampuchea |       |       |       | 4,90 m |      |
| 25   | B      | Traore Mariam                | Alto Volta                       |       |       |       | 4,90 m |      |
|      | A      | Sabine Everts                | Germania Ovest                   |       |       |       | nm     |      |
|      | A      | Arja Jussila                 | Finlandia                        |       |       |       | nm     |      |
|      | A      | Nicole Tombezogo             | Rep. Centrafricana               |       |       |       | nm     |      |
|      | B      | Mercy Mathews-Kuttan         | India                            |       |       |       | nm     |      |
|      | B      | Christina Sussiek            | Germania Ovest                   |       |       |       | nm     |      |
|      | A      | Jackie Joyner-Kersee         | Stati Uniti                      |       |       |       | dns    |      |
|      | B      | Karen Nelson                 | Canada                           |       |       |       | dns    |      |
|      | B      | Glynis Nunn-Cearns           | Australia                        |       |       |       | dns    |      |
|      | B      | Svetlana Zorina              | Unione Sovietica                 |       |       |       | dns    |      |

### Finale
| Pos.    | Atleta                       | Nazione          | Salti | Salti | Salti | Salti           | Salti           | Salti           | Misura | Note |
| Pos.    | Atleta                       | Nazione          | 1°    | 2°    | 3°    | 4°              | 5°              | 6°              | Misura | Note |
| ------- | ---------------------------- | ---------------- | ----- | ----- | ----- | --------------- | --------------- | --------------- | ------ | ---- |
| Oro     | Heike Daute-Drechsler        | Germania Est     | 6,91  | 7,02  | 7,27  | 7,16            | 6,97            | 7,26            | 7,27 m |      |
| Argento | Anișoara Cușmir-Stanciu      | Romania          | 7,00  | 6,87  | 7,15  | 7,02            | n               | 6,99            | 7,15 m |      |
| Bronzo  | Carol Lewis                  | Stati Uniti      | 6,93  | 6,89  | n     | 7,04            | 6,69            | 6,73            | 7,04 m |      |
| 4       | Tatyana Proskuryakova        | Unione Sovietica | 6,83  | 6,91  | n     | 6,98            | 6,96            | 7,02            | 7,02 m |      |
| 5       | Beverly Kinch                | Regno Unito      | 6,90  | 6,81  | 6,93  | 6,82            | 6,82            | 6,87            | 6,93 m |      |
| 6       | Zsuzsa Vanyek                | Ungheria         | 6,81  | 6,54  | 6,41  | 4,88            | 6,81            | n               | 6,81 m |      |
| 7       | Eva Murková                  | Cecoslovacchia   | n     | n     | 6,80  | n               | 6,71            | 6,72            | 6,80 m |      |
| 8       | Robyn Lorraway               | Australia        | 6,65  | n     | n     | n               | n               | n               | 6,65 m |      |
| 9       | Vali Ionescu-Constantin      | Romania          | 6,62  | n     | n     | Non qualificate | Non qualificate | Non qualificate | 6,62 m |      |
| 10      | Jarmila Nygrýnová-Strejčková | Cecoslovacchia   | 6,43  | 6,56  | 4,47  | Non qualificate | Non qualificate | Non qualificate | 6,56 m |      |
| 11      | Jennifer Innis               | Guyana           | 6,54  | n     | 6,34  | Non qualificate | Non qualificate | Non qualificate | 6,54 m |      |
| 12      | Helga Radtke                 | Germania Est     | 6,37  | 6,35  | 6,44  | Non qualificate | Non qualificate | Non qualificate | 6,44 m |      |